# Championnat de France de football de deuxième division 1954-1955
Navigation
Division Interrégionale 1953-1954 Division Interrégionale 1955-1956
Le Championnat de France de football D2 1954-1955 avec une poule unique de 20 clubs, voit l’attribution du titre a l'UA Sedan-Torcy, qui accède seul à la première division.

## Les 20 clubs participants
| - AS Aix - Olympique d'Alès - SCO Angers - RCFC Besançon - AS Béziers - AS Cannes - FC Grenoble - Le Havre AC - SO Montpellier - FC Nantes | - CA Paris - Stade Français - FC Perpignan - Red Star Olympique - Stade rennais UC - FC Rouen - UA Sedan-Torcy - FC Sète - SC Toulon - Valenciennes FC |

## Classement final
| #  | Club               | Joués | V  | N  | D  | bp:bc  | +/- | Points |
| -- | ------------------ | ----- | -- | -- | -- | ------ | --- | ------ |
| 1  | UA Sedan-Torcy     | 38    | 26 | 9  | 3  | 102-30 | +72 | 61     |
| 2  | Red Star Olympique | 38    | 24 | 7  | 7  | 99-43  | +56 | 55     |
| 3  | Stade rennais UC   | 38    | 22 | 8  | 8  | 83-48  | +35 | 52     |
| 4  | Le Havre AC        | 38    | 19 | 11 | 8  | 74-54  | +20 | 49     |
| 5  | Valenciennes FC    | 38    | 20 | 7  | 11 | 90-66  | +24 | 47     |
| 6  | SCO Angers         | 38    | 19 | 8  | 11 | 71-52  | +19 | 46     |
| 7  | FC Sète            | 38    | 15 | 13 | 10 | 40-30  | +10 | 43     |
| 8  | FC Rouen           | 38    | 17 | 8  | 13 | 59-47  | -12 | 42     |
| 9  | Olympique d'Alès   | 38    | 12 | 12 | 14 | 54-52  | +2  | 36     |
| 10 | FC Nantes          | 38    | 13 | 9  | 16 | 69-78  | -9  | 35     |
| 11 | AS Béziers         | 38    | 12 | 11 | 15 | 48-65  | -17 | 35     |
| 12 | SC Toulon          | 38    | 12 | 10 | 16 | 53-78  | -25 | 34     |
| 13 | Stade Français     | 38    | 12 | 9  | 17 | 59-71  | -12 | 33     |
| 14 | AS Cannes          | 38    | 9  | 13 | 16 | 55-67  | -12 | 31     |
| 15 | AS Aix             | 38    | 10 | 10 | 18 | 54-80  | -26 | 30     |
| 16 | RCFC Besançon      | 38    | 13 | 3  | 22 | 72-96  | -24 | 29     |
| 17 | SO Montpellier     | 38    | 10 | 9  | 19 | 49-88  | -39 | 29     |
| 18 | FC Perpignan       | 38    | 10 | 6  | 22 | 45-66  | -21 | 26     |
| 19 | FC Grenoble        | 38    | 7  | 12 | 19 | 50-77  | -27 | 26     |
| 20 | CA Paris           | 38    | 4  | 13 | 21 | 38-76  | -38 | 21     |

# position ; V victoires ; N match nuls ; D défaites ; bp:bc buts pour et buts contre
 Victoire à 2 points

## À l’issue de ce championnat
- L'UA Sedan-Torcy est  promu en championnat de première division. Le Red Star Olympique, qui termine deuxième, ne sera pas admis à intégrer la première division pour cause de tricherie (tentative de corruption sur l'entraîneur montpelliérain Tomazover).
- Equipe reléguée de la première division : le RC Roubaix